# Saco (Maine)
Saco település az Amerikai Egyesült Államok Maine államában, York megyében. Lakosainak száma 20 381 fő (2020. április 1.).

## Közlekedés
A települést érinti az Amtrak egyik távolsági vasúti járata is, a Downeaster.

## Népesség
A település népességének változása:

| 2010 | 18 482 |
| 2020 | 20 381 |